# 31. pehotni polk (Avstro-Ogrska)
Za druge 31. polke glejte 31. polk.
31. pehotni polk (nemško Infanterie-Regiment Nr. 31) je bil pehotni polk avstro-ogrske skupne vojske.

## Poimenovanje
- Ungarisches Infanterie Regiment »Pucherna« Nr. 31/Madžarski pehotni polk »Pucherna« št. 31
- Infanterie Regiment Nr. 31 (1915 - 1918)

## Zgodovina
Polk je bil ustanovljen leta 1741. 

### Prva svetovna vojna
Polkovna narodnostna sestava leta 1914 je bila sledeča: 69% Rutencev, 25% Nemcev in 6% drugih. Naborni okraj polka je bil v Sibiuu, pri čemer so bile polkovne enote garnizirane sledeče: Sibiu (štab, I., II., IV. bataljon) in Split (III. bataljon).
V sklopu t. i. Conradovih reform leta 1918 (od junija naprej) je bilo znižano število polkovnih bataljonov na 3.

## Organizacija
1918 (po reformi)
- 1. bataljon
- 2. bataljon
- 4. bataljon

## Poveljniki polka
- 1859: Joseph von Dormus[7]
- 1865: Anton Dormus[8]
- 1879: Thomas Gecz[9]
- 1908: Rudolf von Dürfeld[10]
- 1914: Heinrich von Salmon[1]